# Benedikta Dánská

Monogram princezny Benedikty

Benedikta Dánská (Benedikte Astrid Ingeborg Ingrid; 29. dubna 1944, Amalienborg) je dánská princezna, dcera krále Frederika IX. a Ingrid Švédské, sestra dánské královny Markéty II.

## Život
Narodila se 29. dubna 1944 v paláci Amalienborg. Pokřtěna byla 24. května 1944 v kostele Holmen v Kodani. Jejími kmotry byly král Kristián X. a královna Alexandrina Meklenbursko-Zvěřínská (prarodiče z otcovy strany), princ Gustav Dánský (prastrýc), švédský král Gustav V. (prapradědeček z matčiny strany), hrabě Sigvard Bernadotte (strýc z matčiny strany), princezna Karolina Matylda Dánská (teta z otcovy strany), princezna Ingeborg Dánská (prateta z otcovy strany), princezna Markéta Švédská (otcova sestřenice), Sir Alexander Ramsay (prastrýc z matčiny strany) a královna Alžběta.
Vzdělání získala na škole N. Zahle's a poté na Margrethe-Skolen se zaměřením na módu a design.
Roku 1962 byla se svou mladší sestrou Anne-Marie za družičku na svatbě prince Juana Carlose a Sofie Řecké.
Dne 3. února 1968 se ve Fredensborgu vdala za Richarda, 6. knížete ze Sayn-Wittgenstein-Berleburg (1934 – 2017), syna Gustava Albrechta, 5. knížete ze Sayn-Wittgenstein-Berleburg a Margarety Fouché. Spolu mají tři děti:
- 1. Gustav (* 12. 1. 1969 Frankfurt nad Mohanem), 7. kníže ze Sayn-Wittgenstein-Berleburg
  - ⚭ 2022 Carina Axelssonová (* 5. 8. 1968), americká spisovatelka pro mládež
- 2. Alexandra (* 20. 11. 1970 Kodaň)
  - I. ⚭ 1998 hrabě Jefferson von Pfeil und Klein-Ellguth (* 12. 7. 1967 Mohuč), rozvedli se roku 2017
  - II. ⚭ 2019 hrabě Michael Ahlefeldt-Laurvig-Bille (* 26. 2. 1965 Svendborg)
- 3. Natálie (* 2. 5. 1975 Kodaň), drezurní jezdkyně, olympionička, držitelka bronzové medaile z LOH 2008 z týmové drezurní soutěže
  - ⚭ 2010 Alexander Johannsmann (* 6. 12. 1977), rozvedli se v roce 2022

Děti princezny Benedikty nosí oslovení Výsost a ve většině zemí Jasnost.
Zasluhuje se o práci ve skautských a jiných světových společnostech. Je čestnou členkou Spolku sv. Jiří.

## Vyznamenání

### Národní vyznamenání
- Dánsko Rytířský velkokříž se stuhou Řádu slona
- Dánsko Rytíř komandér se stuhou Řádu Dannebrog
- Dánsko Dáma Královského rodinného řádu krále Kristiána X.
- Dánsko Dáma Královského rodinného řádu krále Frederika IX.
- Dánsko Dáma Královského rodinného řádu královny Markéty II.
- Dánsko Držitelka Četného kříže Řádu Dannebrog
- Dánsko Držitelka Medaile domobrany za zásluhy
- Dánsko Držitelka Medaile 100. výročí narození krále Kristiána X.
- Dánsko Držitelka Medaile 50. výročí příchodu královny Ingrid do Dánska
- Dánsko Držitelka Medaile 50. narozenin královny Markéty II.
- Dánsko Držitelka Stříbrné výroční medaile královny Markéty II. a prince Henrika
- Dánsko Držitelka Stříbrné jubilejní medaile královny Markéty II.
- Dánsko Držitelka Medaile 100. výročí od narození krále Frederika IX.
- Dánsko Držitelka Pamětní medaile královny Ingrid
- Dánsko Držitelka Medaile 75. narozenin prince Henrika
- Dánsko Držitelka Medaile 350. výročí Dánských královských plavčíků
- Dánsko Držitelka Medaile 70. narozenin královny Markéty II.
- Dánsko Držitelka Rubínové jubilejní medaile královny Markéty II.
- Dánsko Držitelka Medaile 400. výročí Strážného husarského pluku
- Dánsko Držitelka Medaile 75. narozenin královny Markéty II.

### Cizí vyznamenání
- Argentina Velkokříž Řádu generála osvoboditele San Martína
- Belgie Rytířský velkokříž Řádu koruny
- Finsko Velkokříž Řádu bílé růže
- Německo Velkokříž Řádu za zásluhy Spolkové republiky Německo, 1. třídy
- Řecká královská rodina Dáma velkokříže Řádu svaté Olgy a Sofie
- Itálie Velkokříž Řádu zásluh o Italskou republiku
- Vatikán Rytíř Pro Ecclesia et Pontifice
- Sicilská královská rodina Rytíř velkokříže Řádu Františka I.
- Lucembursko Rytíř velkokříže Řádu Adolfa Nasavského
- Mexiko Velkokříž Řádu aztéckého orla
- Monako Rytíř velkodůstojník Řádu koruny
- Nizozemsko Rytíř velkokříže Řádu koruny
- Nizozemsko Držitelka Svatební medaile princezny Beatrix, oranžské princezny a Clause Van Amsberga
- Norsko Rytíř velkokříže Řádu svatého Olafa
- Španělsko Rytíř velkokříže Řádu Isabely Katolické
- Švédsko Komandér velkokříže Řádu polární hvězdy
- Švédsko Držitelka Medaile 50. narozenin krále Karla XVI. Gustava
- Švédsko Držitelka Rubínové jubilejní medaile krále Karla XVI. Gustava
- Švédsko Držitelka Medaile 70. narozenin krále Karla XVI. Gustava
- Tunisko Velkodůstojník Řádu republiky

## Vývod z předků
|                    |                                               |  |                   |                                              |  |  |  |  |  |  |  | Kristián IX. |
|                    |                                               |  |                   |                                              |  |  |  |  |  |  |  |              |
|                    | Frederik VIII.                                |  |                   |                                              |  |  |  |  |  |  |  |              |
|                    |                                               |  |                   |                                              |  |  |  |  |  |  |  |              |
|                    |                                               |  |                   | Luisa Hesensko-Kasselská                     |  |  |  |  |  |  |  |              |
|                    |                                               |  |                   |                                              |  |  |  |  |  |  |  |              |
|                    | Kristián X.                                   |  |                   |                                              |  |  |  |  |  |  |  |              |
|                    |                                               |  |                   |                                              |  |  |  |  |  |  |  |              |
|                    |                                               |  |                   | Karel XV.                                    |  |  |  |  |  |  |  |              |
|                    |                                               |  |                   |                                              |  |  |  |  |  |  |  |              |
|                    | Luisa Švédská                                 |  |                   |                                              |  |  |  |  |  |  |  |              |
|                    |                                               |  |                   |                                              |  |  |  |  |  |  |  |              |
|                    |                                               |  |                   | Luisa Oranžsko-Nasavská                      |  |  |  |  |  |  |  |              |
|                    |                                               |  |                   |                                              |  |  |  |  |  |  |  |              |
|                    | Frederik IX.                                  |  |                   |                                              |  |  |  |  |  |  |  |              |
|                    |                                               |  |                   |                                              |  |  |  |  |  |  |  |              |
|                    |                                               |  |                   | Bedřich František II. Meklenbursko-Zvěřínský |  |  |  |  |  |  |  |              |
|                    |                                               |  |                   |                                              |  |  |  |  |  |  |  |              |
|                    | Bedřich František III. Meklenbursko-Zvěřínský |  |                   |                                              |  |  |  |  |  |  |  |              |
|                    |                                               |  |                   |                                              |  |  |  |  |  |  |  |              |
|                    |                                               |  |                   | Augusta Reuss Köstritz                       |  |  |  |  |  |  |  |              |
|                    |                                               |  |                   |                                              |  |  |  |  |  |  |  |              |
|                    | Alexandrina Meklenbursko-Zvěřínská            |  |                   |                                              |  |  |  |  |  |  |  |              |
|                    |                                               |  |                   |                                              |  |  |  |  |  |  |  |              |
|                    |                                               |  |                   | Michail Nikolajevič Ruský                    |  |  |  |  |  |  |  |              |
|                    |                                               |  |                   |                                              |  |  |  |  |  |  |  |              |
|                    | Anastázie Michailovna Ruská                   |  |                   |                                              |  |  |  |  |  |  |  |              |
|                    |                                               |  |                   |                                              |  |  |  |  |  |  |  |              |
|                    |                                               |  |                   | Cecilie Bádenská                             |  |  |  |  |  |  |  |              |
|                    |                                               |  |                   |                                              |  |  |  |  |  |  |  |              |
| 'Benedikta Dánská' |                                               |  |                   |                                              |  |  |  |  |  |  |  |              |
|                    |                                               |  |                   |                                              |  |  |  |  |  |  |  |              |
|                    |                                               |  | Oskar II. Švédský |                                              |  |  |  |  |  |  |  |              |
|                    |                                               |  |                   |                                              |  |  |  |  |  |  |  |              |
|                    | Gustav V.                                     |  |                   |                                              |  |  |  |  |  |  |  |              |
|                    |                                               |  |                   |                                              |  |  |  |  |  |  |  |              |
|                    |                                               |  |                   | Žofie Nasavská                               |  |  |  |  |  |  |  |              |
|                    |                                               |  |                   |                                              |  |  |  |  |  |  |  |              |
|                    | Gustav VI. Adolf                              |  |                   |                                              |  |  |  |  |  |  |  |              |
|                    |                                               |  |                   |                                              |  |  |  |  |  |  |  |              |
|                    |                                               |  |                   | Fridrich I. Bádenský                         |  |  |  |  |  |  |  |              |
|                    |                                               |  |                   |                                              |  |  |  |  |  |  |  |              |
|                    | Viktorie Bádenská                             |  |                   |                                              |  |  |  |  |  |  |  |              |
|                    |                                               |  |                   |                                              |  |  |  |  |  |  |  |              |
|                    |                                               |  |                   | Luisa Pruská                                 |  |  |  |  |  |  |  |              |
|                    |                                               |  |                   |                                              |  |  |  |  |  |  |  |              |
|                    | Ingrid Švédská                                |  |                   |                                              |  |  |  |  |  |  |  |              |
|                    |                                               |  |                   |                                              |  |  |  |  |  |  |  |              |
|                    |                                               |  |                   | Albert Sasko-Kobursko-Gothajský              |  |  |  |  |  |  |  |              |
|                    |                                               |  |                   |                                              |  |  |  |  |  |  |  |              |
|                    | Artur Sasko-Koburský                          |  |                   |                                              |  |  |  |  |  |  |  |              |
|                    |                                               |  |                   |                                              |  |  |  |  |  |  |  |              |
|                    |                                               |  |                   | Viktorie                                     |  |  |  |  |  |  |  |              |
|                    |                                               |  |                   |                                              |  |  |  |  |  |  |  |              |
|                    | Margareta z Connaughtu                        |  |                   |                                              |  |  |  |  |  |  |  |              |
|                    |                                               |  |                   |                                              |  |  |  |  |  |  |  |              |
|                    |                                               |  |                   | Fridrich Karel Pruský                        |  |  |  |  |  |  |  |              |
|                    |                                               |  |                   |                                              |  |  |  |  |  |  |  |              |
|                    | Luisa Markéta Pruská                          |  |                   |                                              |  |  |  |  |  |  |  |              |
|                    |                                               |  |                   |                                              |  |  |  |  |  |  |  |              |
|                    |                                               |  |                   | Marie Anna Anhaltsko-Desavská                |  |  |  |  |  |  |  |              |
|                    |                                               |  |                   |                                              |  |  |  |  |  |  |  |              |